# أحمد أكبر خان
أحمد أكبر خان (10 ديسمبر 1984 - ) هو لاعب كرة قدم باكستاني في مركز الهجوم. شارك مع منتخب باكستان لكرة القدم. أما مع النوادي، فقد لعب مع Hills United FC ‏.

## وصلات خارجية
- أحمد أكبر خان على موقع ناشيونال فوتبول تيمز (الإنجليزية)
- أحمد أكبر خان على موقع GSA (الإنجليزية)